# Antonio Cortella
Antonio Roque Cortella (Capilla del Señor, 11 ottobre 1896 – 20 maggio 1962) è stato un calciatore argentino, di ruolo centrocampista o difensore.

## Caratteristiche tecniche
Giocava come mediano destro e difensore destro.

## Palmarès

### Club

#### Competizioni nazionali
- Copa Campeonato: 2

Boca Juniors: 1919, 1920
- Copa de Competencia Jockey Club: 2

Boca Juniors: 1919

#### Competizioni internazionali
- Tie Cup: 1

Boca Juniors: 1919